# Донской природный парк (Ростовская область)
Донской природный парк — особо охраняемая природная территория регионального значения. Расположен на территориях Азовского, Цимлянского, Мясниковского и Неклиновского районов Ростовской области. Природный парк образован постановлением Администрации Ростовской области от 08.09.2005 № 120, статус природного памятника Донской подтверждён постановлением правительства Ростовской области от 11.05.2016 № 337. Парк состоит из участков: «Дельта Дона» (площадь 27 047,75 гектаров на территориях Азовского, Мясниковского и Неклиновского районов) и «Островной» (13 907,38 гектаров на территории Цимлянского району около города Волгодонска).

## Описание

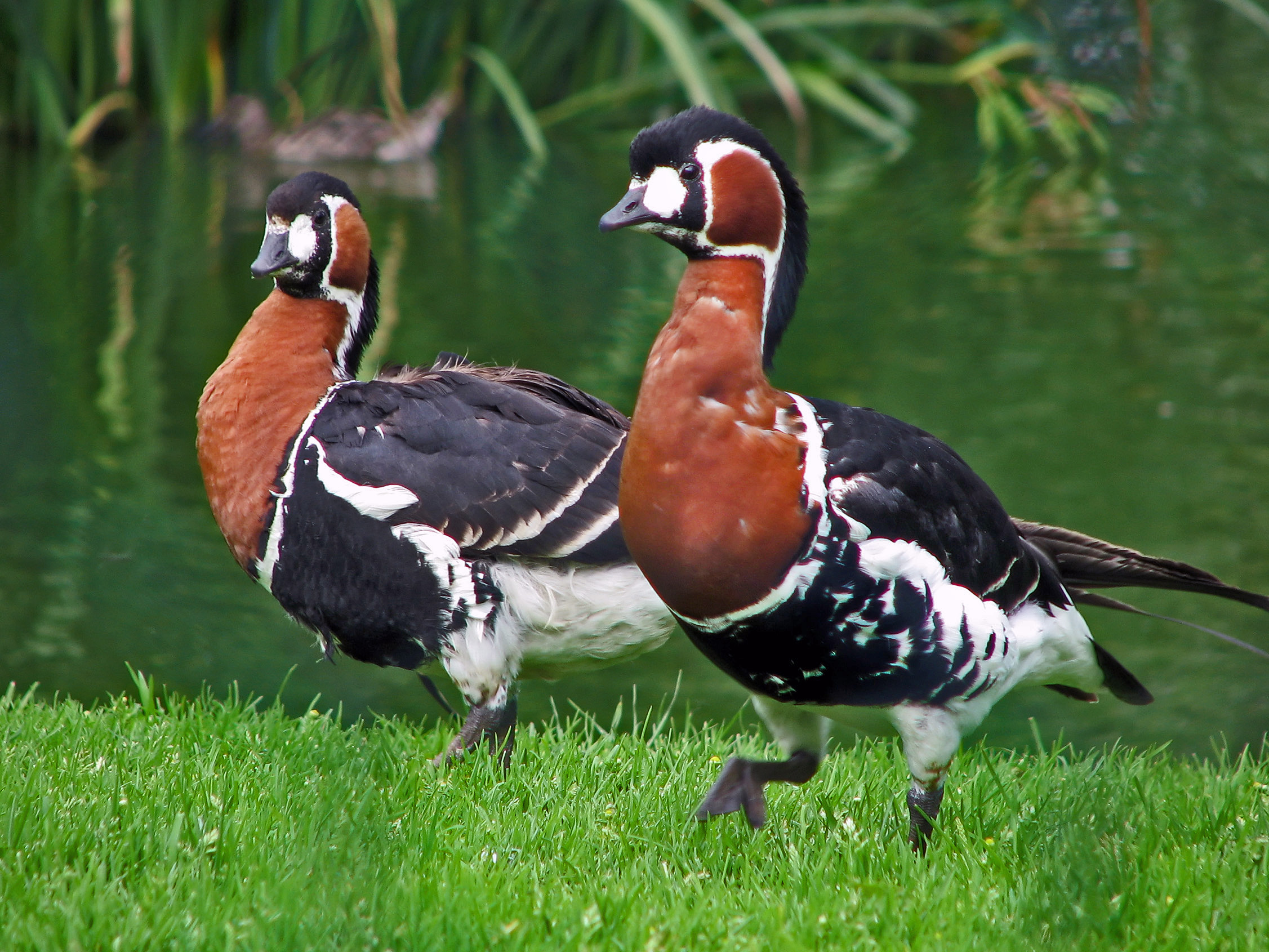
Краснозобая казарка

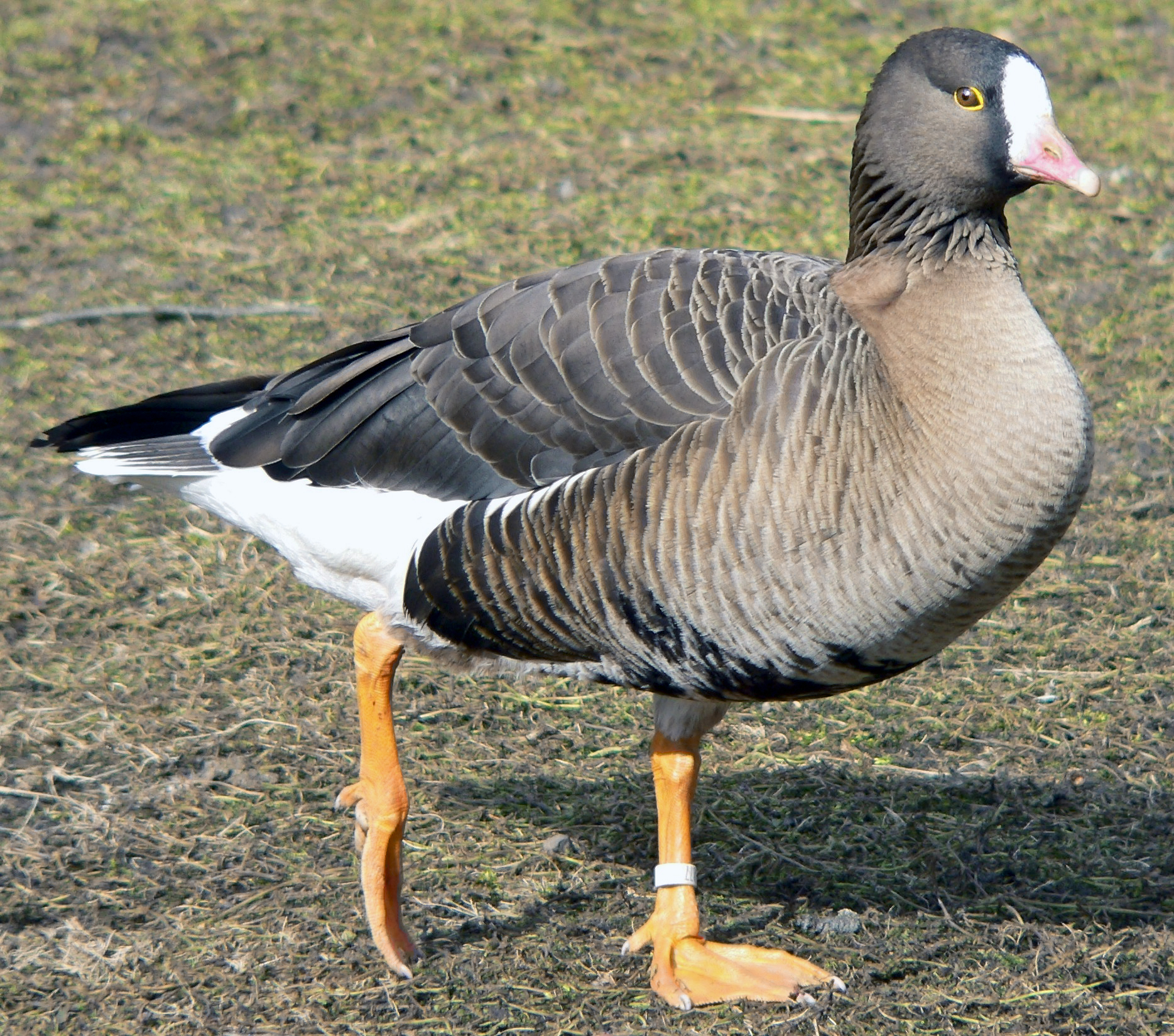
Пискулька

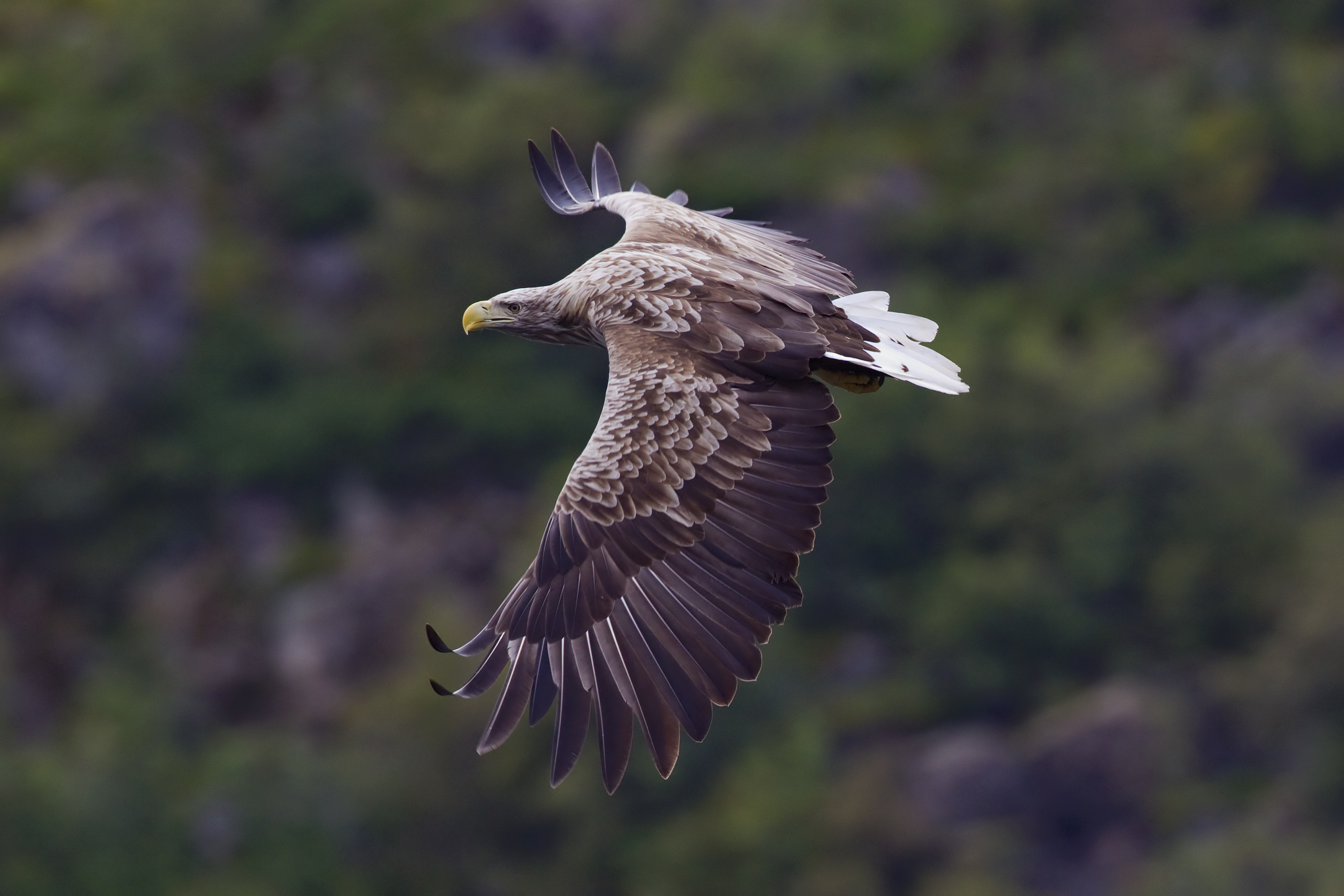
Орлан-белохвост

Донской природный парк образован постановлением Администрации Ростовской области от 08.09.2005 № 120. В его состав ходят участки: «Дельта Дона» (Азовский, Мясниковский и Неклиновский районы) и «Островной» (Цимлянский район). Общая площадь парка составляет 40,955 тыс. га. Участок «Дельта Дона» расположен на площади 27047,75 гектаров, участок «Островной» около города Волгодонска — на площади 13 907,38 гектаров.
Донской природный парк является единственным природным парком на территории Ростовской области, это особо охраняемая природная территория областного значения.
Природный парк имеет природоохранное, рекреационное, историко-культурное значение. В парке встречаются редкие, краснокнижные растения и животные, хорошие условия для отдыха населения.
Территория парка разнообразна по своим ландшафтам. Здесь есть степи, хвойно-лиственные леса, водно-болотные угодья.
Флора участка «Дельта Дона» включает 823 вида, 93 семейства и 375 род, что сравнительно, к примеру, с флорой дельты реки Дунай, насчитывающей 563 вида, относящихся к 80 семействам, составит большее разнообразие. 31 вид растений, растущих в парке, занесены в 2014 году в Красную книгу Ростовской области. Фауна участка насчитывает около 1020 видов, из них 35 включено в Красную книгу Ростовской области.
Дельта Дона богата рыбами. Через дельту проплывают на нерест проходные и полупроходные рыбы. Здесь нерестятся рыбы: сазан, судак и др., здесь рыбы и зимуют. В Красную книгу Ростовской области занесено 14 вид рыб., среди которых 7 видов из Красной книги России.
Разнообразен птичий мир парка. В нем обитают редкие и исчезающие виды, включенные в Красную книгу Ростовской области. К ним относятся: казарка краснозобая, пискулька, савка, орлан-белохвост. Часто встречающимися обитателями парка являются гуси, лебеди, чайки и кулики.
В центре участка «Островной» широко много засолённых пойменных лугов. У северной границы парка распространены степные сообщества растений. Пойменные леса представлены ивняками, ольшанниками с участием вязовников. Разнообразие ландшафтов способствует разнообразию флоры и фауны участка. Здесь также обитают ценных и редкие животные, включенные в Красные книги Российской Федерации и Ростовской области. Фауна насчитывает около 330 видов, из них 35 занесено в 2014 году в Красную книгу Ростовской области.
Во флоре участка встречается 697 видов растений, из которых в Красную книгу Ростовской области включено 12 видов.